# 17025 Пілаховскі
17025 Пілаховскі (17025 Pilachowski) — астероїд головного поясу, відкритий 13 березня 1999 року.
Тіссеранів параметр щодо Юпітера — 3,392.